# جيمس ماكونيل أندرسون
جيمس ماكونيل أندرسون (بالإنجليزية: James McConnell Anderson)‏ هو رسام أمريكي، ولد في 9 أغسطس 1907، وتوفي في 1998.